# کیسه هوا

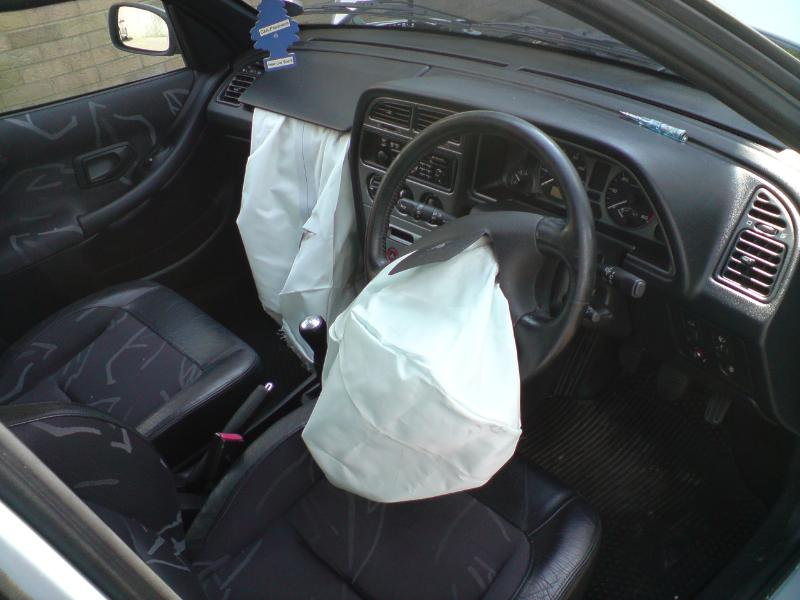
عملکرد کیسه هوای راننده و شاگرد پژو ۳۰۶ پس از تصادف

کیسهٔ هوا یا ایربگ یک وسیلهٔ ایمنی مدرن در خودروها است که در زمان تصادف خودرو پرباد شده و به شکل بالش میان سرنشین و بدنه خودرو در نقش حفاظی نرم قرار می‌گیرد. برخی از پژوهش‌ها نشان می‌دهد که اگر کمربند ایمنی بسته شود کیسهٔ هوا تا ۸ درصد امکان مرگ سرنشین را می‌کاهد. کیسه‌های هوا هرساله درحال ارتقا کارایی می‌باشد. امروزه کیسه‌های هوا بعد از برخورد خودرو با موانع سخت در کسری از ثانیه باد شده و میان سر و بدن سرنشینان با اجزاء درون خودرو حائل می‌شود. در این میان کمربند ایمنی با ایجاد شتاب منفی روی بدن مسافرین، باعث کاهش یافتن ضربه وارده می‌شود.

## تاریخچه
گواهی ثبت اختراع کیسه هوا در ۱۹۱۹ و با هدف «محافظت از هواپیما و دیگر قطعات آن» توسط دو دندان‌پزشک با نام‌های هارولد روند و آرتور پروت از برمینگام انگلستان، در آمریکا ثبت شده و در سال ۱۹۲۰ تأیید شد.
در دهه ۱۹۸۰ نخستین کیسه هوا برای خودروها ساخته شد. پس از سال ۱۹۹۸، تمام خودروهای تولیدشده ملزم به داشتن کیسه‌های هوا در سمت راننده و مسافر گردیدند. آمارها نشان می‌دهد، استفاده از کیسه هوا در خودروها باعث کاهش ۳۰ درصدی خطر مرگ در تصادف‌های رو در رو می‌گردد.

## ساختار
هر کیسه هوا از ۳ قسمت اصلی تشکیل شده‌است:
- خود کیسه هوا که از پارچه نایلونی و سبک ساخته شده و در بین فرمان، داشبورد، در صندلی‌ها و درها جاسازی شده‌است.
- حسگر (سنسور) وسیله‌ای است که به کیسه فرمان می‌دهد تا پر از گاز مخصوص شده و باد شود. باد شدن زمانی صورت می‌گیرد که نیرویی معادل با نیروی برخورد خودرو با سرعت ۱۶ تا ۲۴ کیلومتر بر ساعت، به دیوار آجری باشد. در اثر برخورد، یک جزء در این سامانه تغییر مکان داده، باعث بسته شدن یک مدار الکتریکی شده و به سنسور فرمان می‌دهد که تصادف اتفاق افتاده‌است. سنسور، اطلاعات لازم را از شتاب سنج دریافت می‌کند.
- سامانه بادکننده، با ترکیب سدیم آزید و نیترات پتاسیم جامد، اشتعال صورت می‌گیرد و در کسری از ثانیه گاز نیتروژن تولید می‌شود. جریان گاز نیتروژن گرم، کیسه را باد می‌کند. کیسه نیز با سرعتی در حدود ۳۲۲ کیلومتر بر ساعت از محل خود خارج می‌شود. چون گاز تولید شده سمی می‌باشد، طی یک واکنش شیمیایی به چند گاز بی‌اثر تبدیل می‌گردد که حجم گازهای تولید شده بسیار کمتر می‌باشد.
- در برخی خودروها نیز رایانه‌ای برای عملکرد بهتری ایربگ وجود دارد.